# Smolarnia (Czarnków-Trzcianka)
Pour les articles homonymes, voir Smolarnia.
Smolarnia (prononciation : [smɔˈlarɲa], en allemand : Theerofen) est un  village polonais de la gmina de Trzcianka dans le powiat de Czarnków-Trzcianka de la voïvodie de Grande-Pologne dans le centre-ouest de la Pologne.
Il se situe à environ 7 kilomètres à l'ouest de Trzcianka (siège de la gmina), à 20 kilomètres au nord-ouest de Czarnków (siège du powiat), et à 80 kilomètres au nord-ouest de Poznań (capitale de la Grande-Pologne).

## Histoire
De 1975 à 1998, le village faisait partie du territoire de la voïvodie de Piła.

Depuis 1999, Smolarnia est situé dans la voïvodie de Grande-Pologne.
Le village possède une population approximative de 130 habitants.